# فرانکی بویل

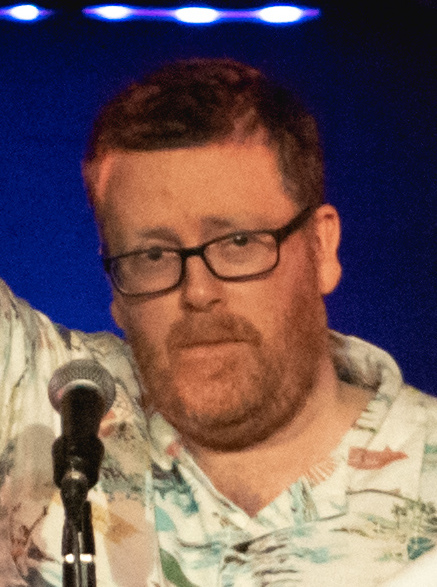
فرانکی بویل

فرانکی بویل (انگلیسی: Frankie Boyle؛ زادهٔ ۱۶ اوت ۱۹۷۲) کمدین و روزنامه‌نگار اهل کشور بریتانیا است.

## زندگی شخصی
وی با دوست دخترش «شیرین تایلور» زندگی می‌کند. وی یک دختر و یک پسر دارد. فرانکی بویل از حامیان استقلال اسکاتلند است.